# Anii 1220
Secole: Secolul al XII-lea - Secolul al XIII-lea - Secolul al XIV-lea
Decenii: Anii 1160 Anii 1170 Anii 1190 Anii 1200 Anii 1210 - Anii 1220 - Anii 1230 Anii 1240 Anii 1250 Anii 1260 Anii 1270
Ani: 1220 1221 1222 1223 1224 1225 1226 1227 1228 1229